# Mastodonsaurus
Il mastodontosauro (gen. Mastodonsaurus) era un gigantesco anfibio con una lunghezza di 4 m vissuto nel Triassico superiore in Europa, circa 225 milioni di anni fa.

## Un anfibio gigantesco
Questo anfibio enorme aveva il corpo e la coda corti, e il cranio piatto. Apparteneva al gruppo estinto dei temnospondili e rappresentava uno dei più grandi anfibi mai vissuti. Il solo cranio misurava più di un metro di lunghezza; era dotato di grandi fauci munite di denti aguzzi, con i quali catturava i pesci di cui si nutriva.  Le zampe erano piuttosto corte e non erano molto adatte a reggere il peso dell'enorme corpo sulla terraferma, per cui si deduce che il mastodontosauro passasse gran parte della sua vita in acqua o tutt'al più adagiato sulle rive di fiumi e laghi.

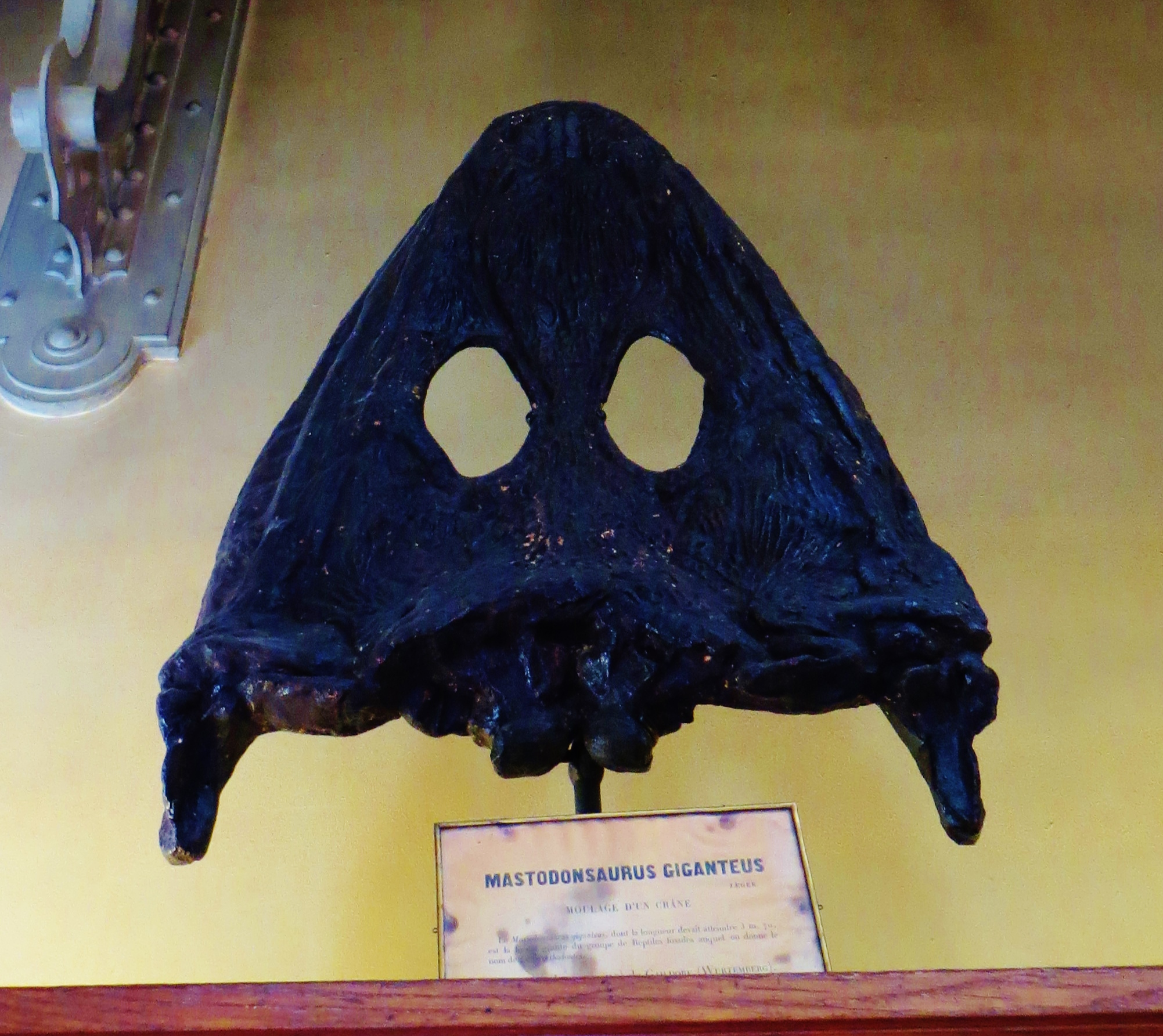
Cranio di Mastodonsaurus giganteus

Originariamente si pensava che questo predone possedesse un corpo eccezionalmente corto e massiccio, ma nuovi studi hanno evidenziato che il suo corpo era meno compatto e la coda doveva essere più lunga, il che dava all'animale un aspetto più “da coccodrillo”. Due zanne triangolari, inoltre, erano posizionate quasi sulla punta della mandibola. Quando la bocca era chiusa, queste zanne erano inserite in apposite aperture attraverso il palato.
I fossili principali di questo enorme anfibio sono stati rinvenuti nelle rocce del Keuper in Germania, e alcuni fossili di temnospondili più piccoli portano chiaramente i segni di predazione di questo gigante. La specie più conosciuta è Mastodonsaurus giganteus.